# Penya-segats fossilífers de Joggins
Els penya-segats fossilífers de Joggins estan situats a la comunitat rural de Joggins, a l'oest del comtat de Cumberland a Nova Escòcia, Canadà, sent famosos per la seva extensa col·lecció de fòssils del Pennsylvanià en el Carbonífer, aproximadament fa uns 310 milions d'anys. Està inscrit a la llista del Patrimoni de la Humanitat de la UNESCO des del 2008.